# Jacques Besson (Radsportler)
Jacques Besson (* 5. Mai 1918 in Mont-la-Ville; † 25. August 1984 in Lausanne) war ein Schweizer Radrennfahrer.
Jacques Besson war Profi-Radrennfahrer von 1941 bis 1956. Mit acht nationalen Meistertiteln der Steher war er der erfolgreichste Schweizer Fahrer in dieser Disziplin. Zweimal wurde er Vize-Meister. Bei den UCI-Bahn-Weltmeisterschaften 1946 in Zürich wurde er Vize-Weltmeister der Steher, mit 20 Zentimetern Rückstand auf den Italiener Elia Frosio. 1948–1949 und 1950 wurde er zudem Europameister. 1954 belegte er Platz drei.